# Powstanie w Serbii (1941)
Powstanie w Serbii (serb. Устанак у Србији) – wystąpienie zbrojne zainspirowane w lipcu 1941 roku przez Komunistyczną Partię Jugosławii przeciwko wojskom okupacyjnym państw Osi.
Początkowo akty dywersji i sabotażu przeprowadzano w miastach i na liniach komunikacyjnych. Pod koniec sierpnia, gdy do powstania przyłączyli się czetnicy, doszło do bitwy pod Loznicą i wyzwolenia pierwszego miasta. Dopiero we wrześniu 1941 roku wybuchło powstanie na pełną skalę, a cała zachodnia Serbia znalazła się w ogniu walk. Partyzanci i czetnicy zajmowali kolejne miasta opuszczane przez niemieckie oddziały okupacyjne. Zbrojne wystąpienia wkrótce ogarnęły większą część okupowanej Serbii. Wyzwolono duże terytoria w zachodniej i wschodniej części kraju. Na ziemiach zachodniej Serbii zostało utworzone największe wolne terytorium okupowanej Europy, znane jako „Republika Užicka”. Władza w nim była podwójna; dowództwo partyzanckie znajdowało się w Užicach, a dowództwo czetnickie – w Ravnej Gorze.

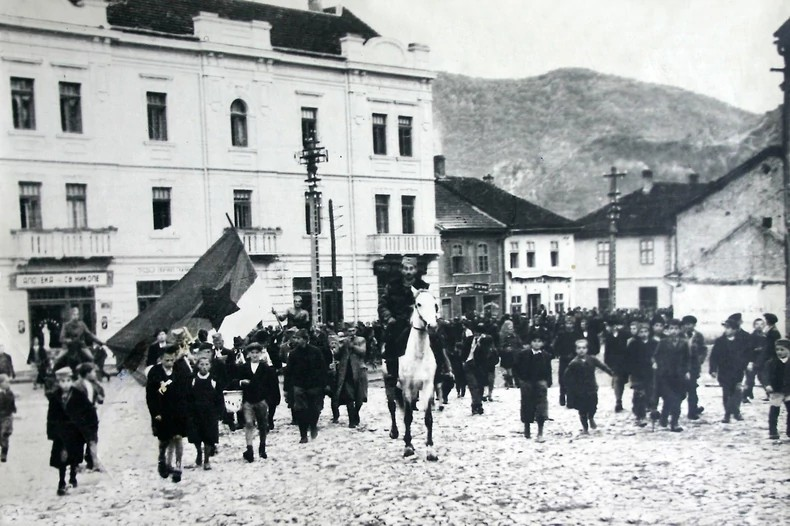
Partyzanci w wyzwolonych Užicach, 24 września 1941

W miarę rozwoju powstania coraz bardziej widoczny stawał się podział ideologiczny między dwiema dominującymi wśród powstańców frakcjami. Po jednej stronie znaleźli się żołnierze oddziałów czetnickich armii jugosłowiańskiej, którzy byli lojalni wobec królewskiego rządu na uchodźstwie, po drugiej członkowie Narodowej Armii Wyzwolenia Jugosławii nazywani po prostu partyzantami, opowiadający się za rewolucyjnym wprowadzeniem systemu komunistycznego i zniesieniem monarchii. Przywódca czetników Dragoljub Mihailović wycofał się z powstania pod koniec października i próbował rozpocząć negocjacje z rządem kolaboracyjnym i Niemcami w celu zniszczenia partyzantów, nie odniosło to jednak skutku.
Okupant wkrótce zgromadził większe siły i przy użyciu terroru stłumił powstanie w Serbii, lecz ocalałe siły partyzanckie wycofały się do Bośni, gdzie utworzyły 1 Brygadę Proletariacką. Po upadku powstania Serbia była w dużej mierze terytorium spacyfikowanym, aż do przybycia Armii Czerwonej i powrotu partyzantów podczas operacji belgradzkiej w 1944 roku. Tymczasem czetnicy wykazywali coraz mniejszą chęć walki z niemieckimi okupantami, a coraz większą do zwalczania komunistycznych partyzantów. Mimo to Mihailoviciowi udało się ugruntować swoją pozycję jako jedynego legalnego przedstawiciela rządu na uchodźstwie, który dążył do podporządkowania mu wszystkich sił ruchu oporu w Jugosławii.